# IEatBrainz

iEatBrainz est un client MusicBrainz pour Mac OS X, écrit par Jay Tuley. Il cherche des correspondances entre l'empreinte acoustique d'un morceau et la base de données de MusicBrainz. Créé pour fonctionner avec iTunes, il peut être utilisé avec des fichiers MP3, AAC ou n'importe quel autre format lisible par QuickTime et est capable de modifier la base de données d'iTunes.